# Ю Хван Гиль
Ю Хван Гиль (кор. 류환길; 23 сентября 1962, Намхэ — 21 апреля 2009, Коян) — южнокорейский боксёр, представитель полулёгких весовых категорий. Выступал на профессиональном уровне в период 1979—1985 годов, владел титулом чемпиона мира по версии Международной боксёрской федерации (IBF).

## Биография
Ю Хван Гиль родился 23 сентября 1962 года в уезде Намхэ провинции Кёнсан-Намдо, Южная Корея.
Дебютировал в боксе на профессиональном уровне в марте 1979 года, выиграв у своего соперника по очкам в четырёх раундах. Выступал исключительно на территории Южной Кореи, сумев выиграть в течение полутора лет десять поединков. Первое в карьере поражение потерпел в декабре 1980 года — по очкам от соотечественника Ан Хёна (10-1).
Несмотря на проигрыш, Ю продолжил активно выходить на ринг и в декабре 1981 года завоевал титул чемпиона Восточной и тихоокеанской боксёрской федерации (OPBF) в полулёгкой весовой категории. Впоследствии трижды защитил этот титул и добавил в послужной список несколько побед в рейтинговых боях.
Благодаря череде удачных выступлений в 1984 году удостоился права оспорить введённый титул чемпиона мира во втором полулёгком весе по версии Международной боксёрской федерации (IBF) и встретился с представителем Филиппин Родом Секенаном (39-8-3). Противостояние между ними продлилось все отведённые 15 раундов, в итоге судьи раздельным решением отдали победу корейскому боксёру.
Полученный чемпионский пояс Ю сумел защитить один раз. В рамках второй защиты в феврале 1985 года отправился в Австралию боксировать с местным непобеждённым претендентом Лестером Эллисом (14-0) и уступил ему раздельным судейским решением, лишившись титула чемпиона мира.
Последний раз выступил на профессиональном уровне в ноябре 1985 года, победив по очкам соотечественника Мун Тхэ Джина (23-2-1) — вскоре по окончании этого поединка принял решение завершить спортивную карьеру. В общей сложности провёл на профи-ринге 31 бой, из них 26 выиграл (в том числе 11 досрочно), 2 проиграл, тогда как в трёх случаях была зафиксирована ничья.
Умер 21 апреля 2009 года в городе Коян в возрасте 46 лет. Ранее стал жертвой разбойного нападения и последние три года жизни из-за полученных травм находился в невменяемом состоянии.